# Golemo Konjari
Golemo Konjari (makedonska: Големо Коњари) är en ort i Nordmakedonien. Den ligger i kommunen Prilep, i den centrala delen av landet, 70 kilometer söder om huvudstaden Skopje. Golemo Konjari ligger 608 meter över havet och antalet invånare är 906.